# Snégourotchka (Ostrovski)
Pour les articles homonymes, voir Snégourotchka (homonymie).
Snégourotchka (en russe : Снегурочка ; en orthographe précédant la réforme de 1917-1918 : Снѣгурочка, La Fille des neiges) est une pièce de théâtre d'Alexandre Ostrovski, en quatre actes avec un prologue. Elle a été terminée par le dramaturge le 31 mars 1873 et a été publiée par Le Messager de l'Europe, dans le n° 9 de l'année 1873.
Son sujet fait écho à un conte populaire russe, tiré du tome II des Considérations poétiques des Slaves sur la nature (1867) d'Alexandre Afanassiev.
La première de cette pièce s'est déroulée le 11 mai 1873 sur la scène du Théâtre Bolchoï de Moscou au bénéfice de l'acteur Vassili Jivokini. Tchaïkovski a composé une musique pour cette pièce,. Nikolaï Rimski-Korsakov en a tiré un opéra.